# Eldorbek Suyunov
Eldorbek Suyunov (oroszul: Эльдорбек Суюнов (Eldorbek Szujunov); Karsi, Szovjetunió, 1991. április 12. –) üzbég válogatott labdarúgó, a  Nasaf Qarshi kapusa. Részt vett a 2015-ös Ázsia-kupa selejtezőiben.
2022. december 4-én Szujunov a 2024-es szezon végéig meghosszabbította szerződését a Pakhtakor Taskent csapatával.